# Rio Grande del Norte National Monument
Le Rio Grande del Norte National Monument est un monument national américain désigné comme tel par le président des États-Unis Barack Obama le 25 mars 2013,. Il protège 98 118 hectares de la gorge du Rio Grande et ses environs, dans le comté de Taos, au Nouveau-Mexique. 
Les sommets volcaniques importants comprennent le Cerro de la Olla, le Cerro Chiflo et la montagne Ute qui, avec 3 076 m, est le plus haut sommet entièrement situé dans le monument national. Le mont San Antonio, avec ses 3 325 m, est le plus haut sommet du champ volcanique, mais n’est que partiellement dans les limites du monument.  

## Faune
Le monument fournit un habitat à une variété d'oiseaux résidents et migrateurs. Les grands mammifères comprennent le wapiti, le cerf mulet, le pronghorn et le mouflon, ainsi que des prédateurs tels que le couguar, le lynx roux, la loutre de rivière, l'ours noir et le coyote. Le plateau offre une plage hivernale à bon nombre des plus grands animaux pour le pâturage.  

## Activités
Le canyoning et le rafting dans les gorges sont les activités les plus populaires. Il est également possible de pêcher en demandant une autorisation. Le vélo de montagne est autorisé sur les sentiers et les routes désignés. L’utilisation de véhicules motorisés n’est autorisée que sur les routes désignées. 

## Galerie

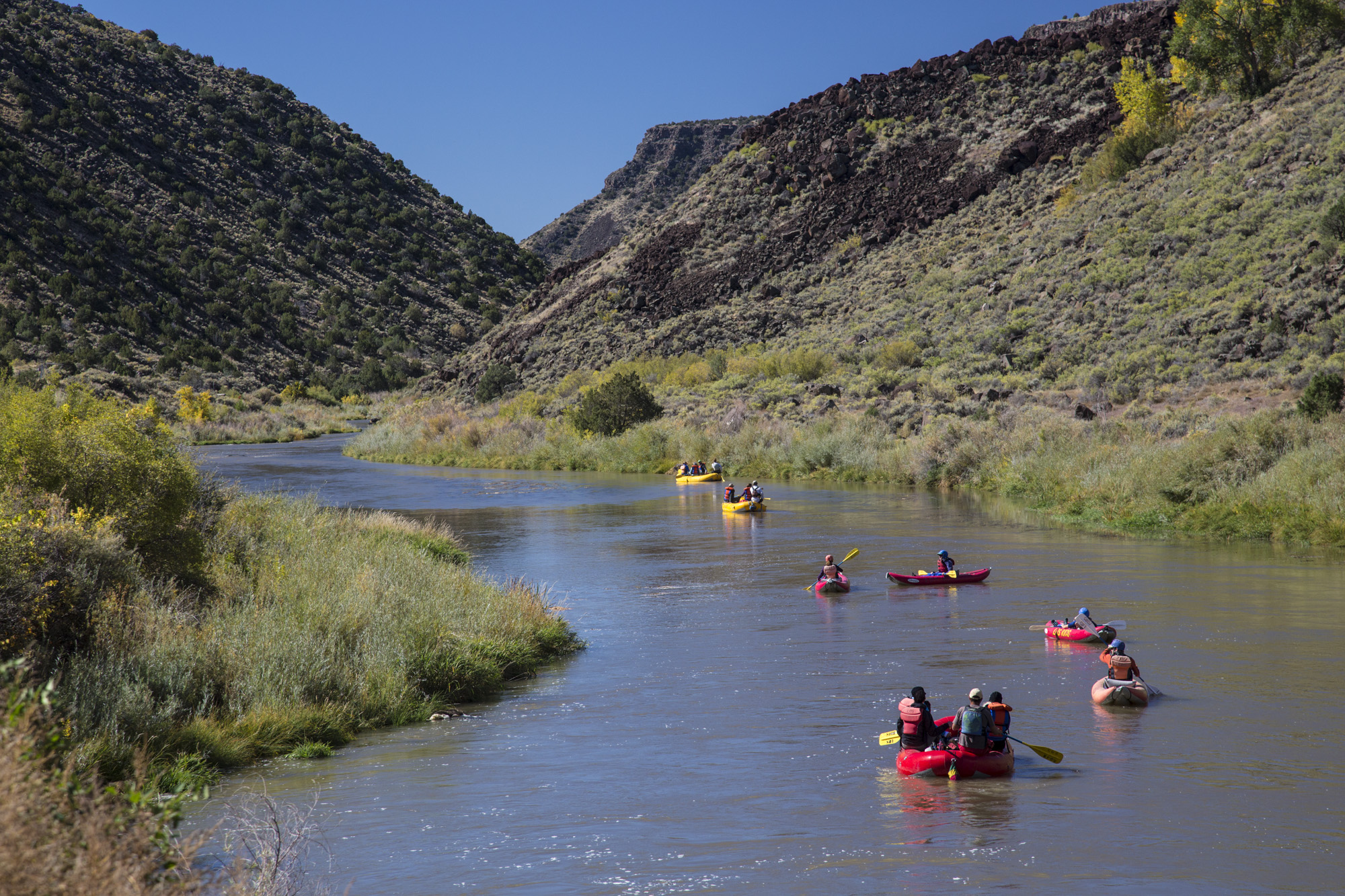
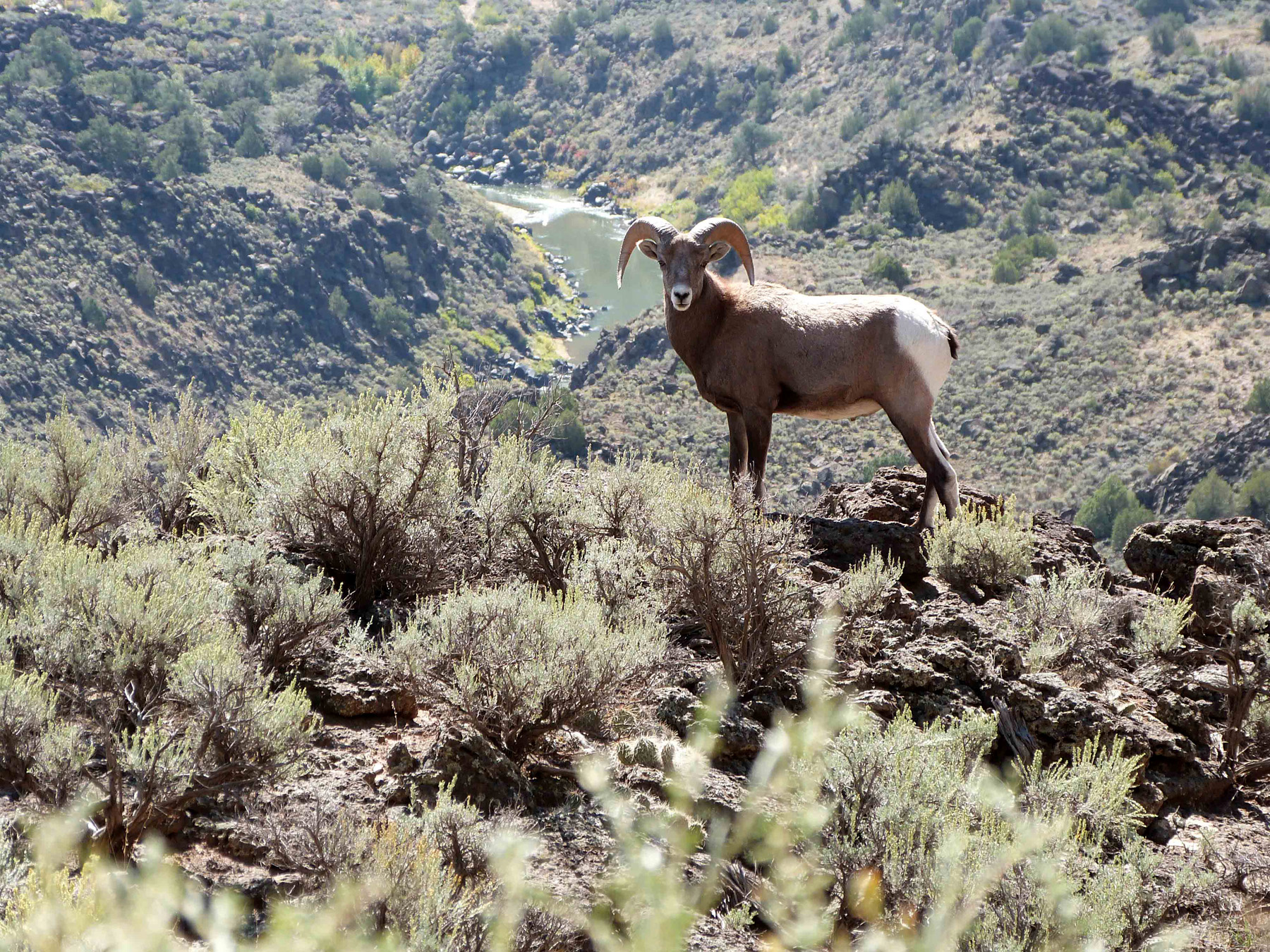
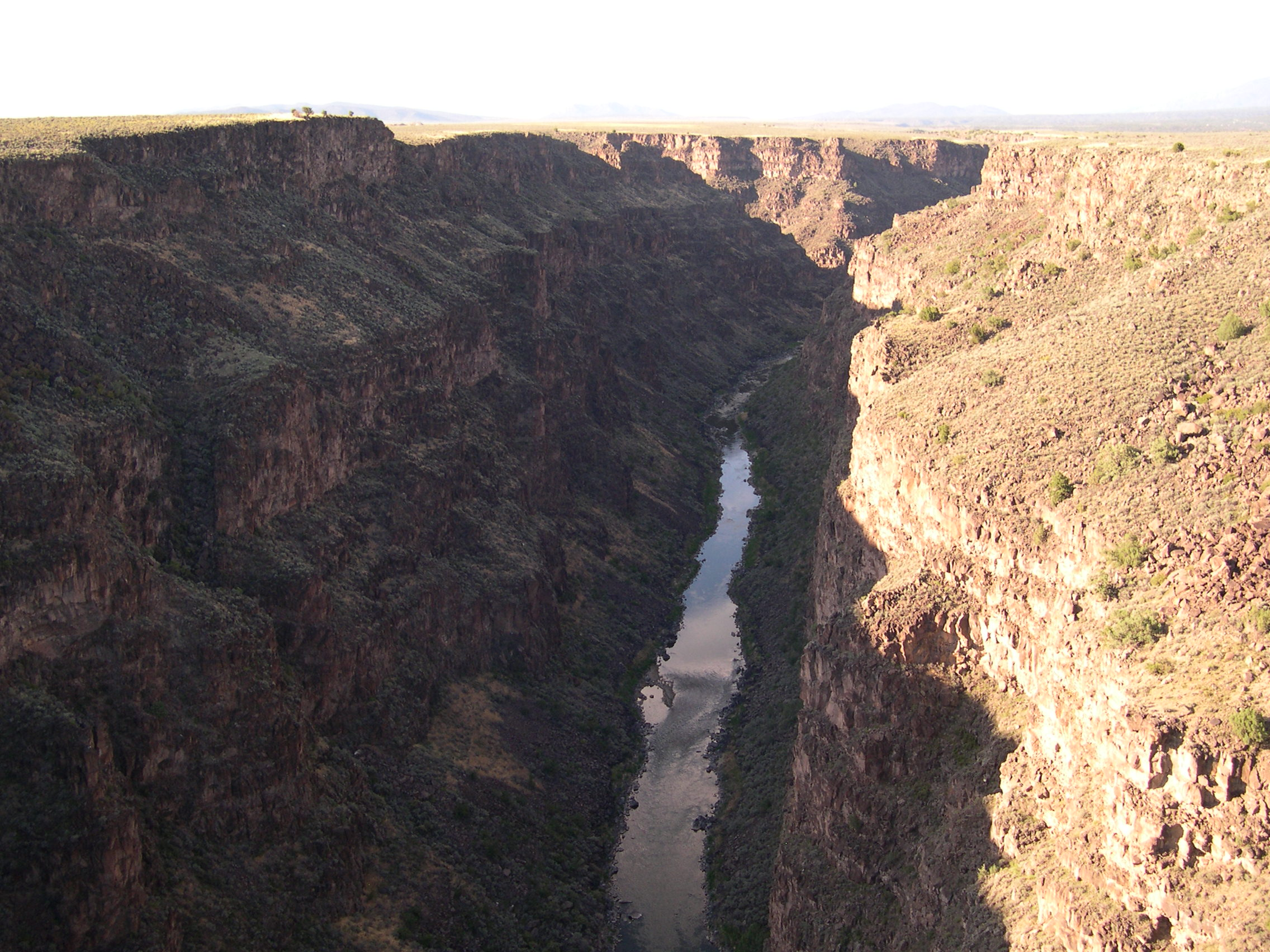
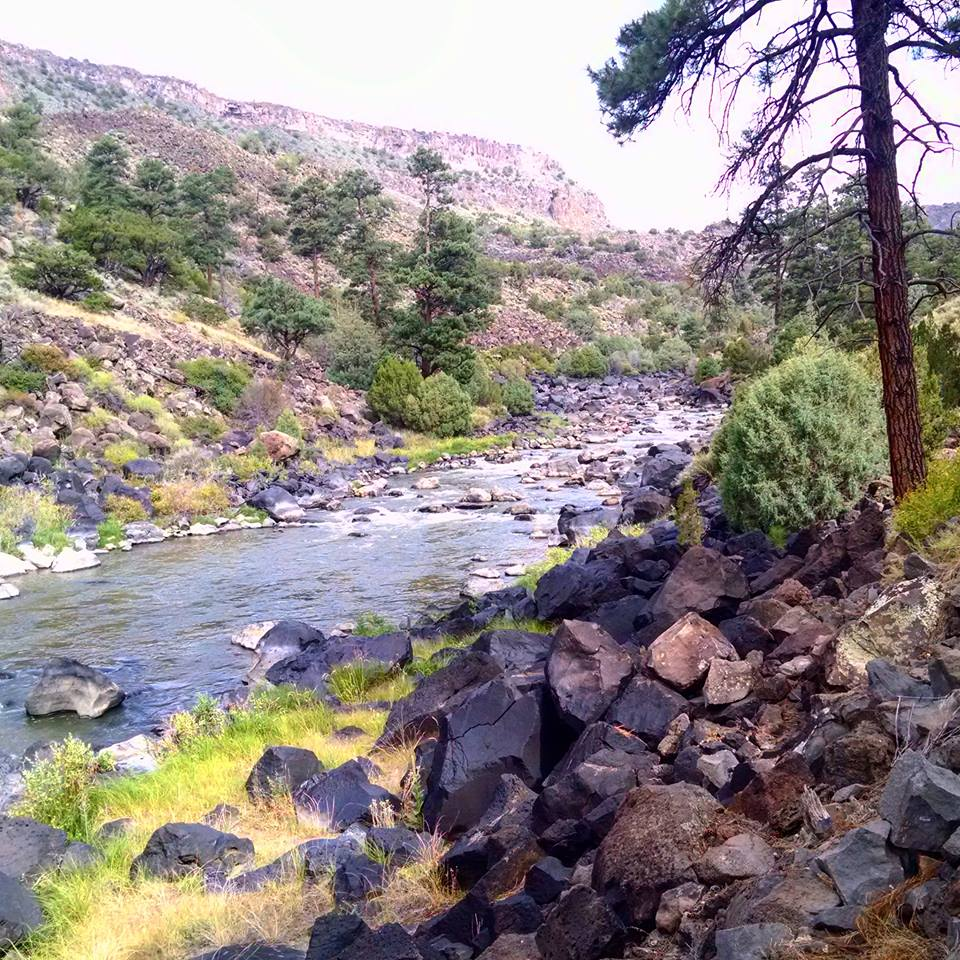
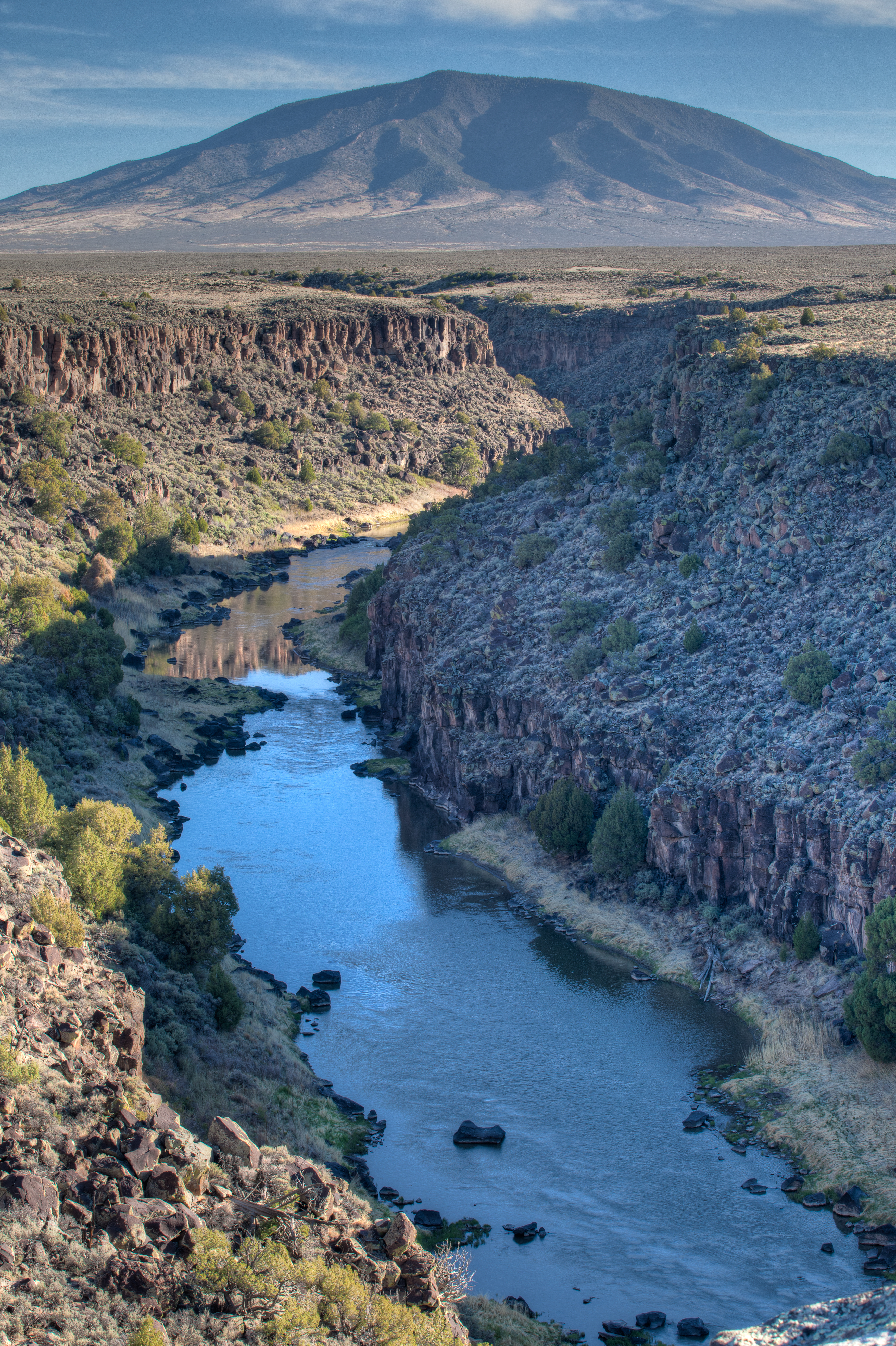
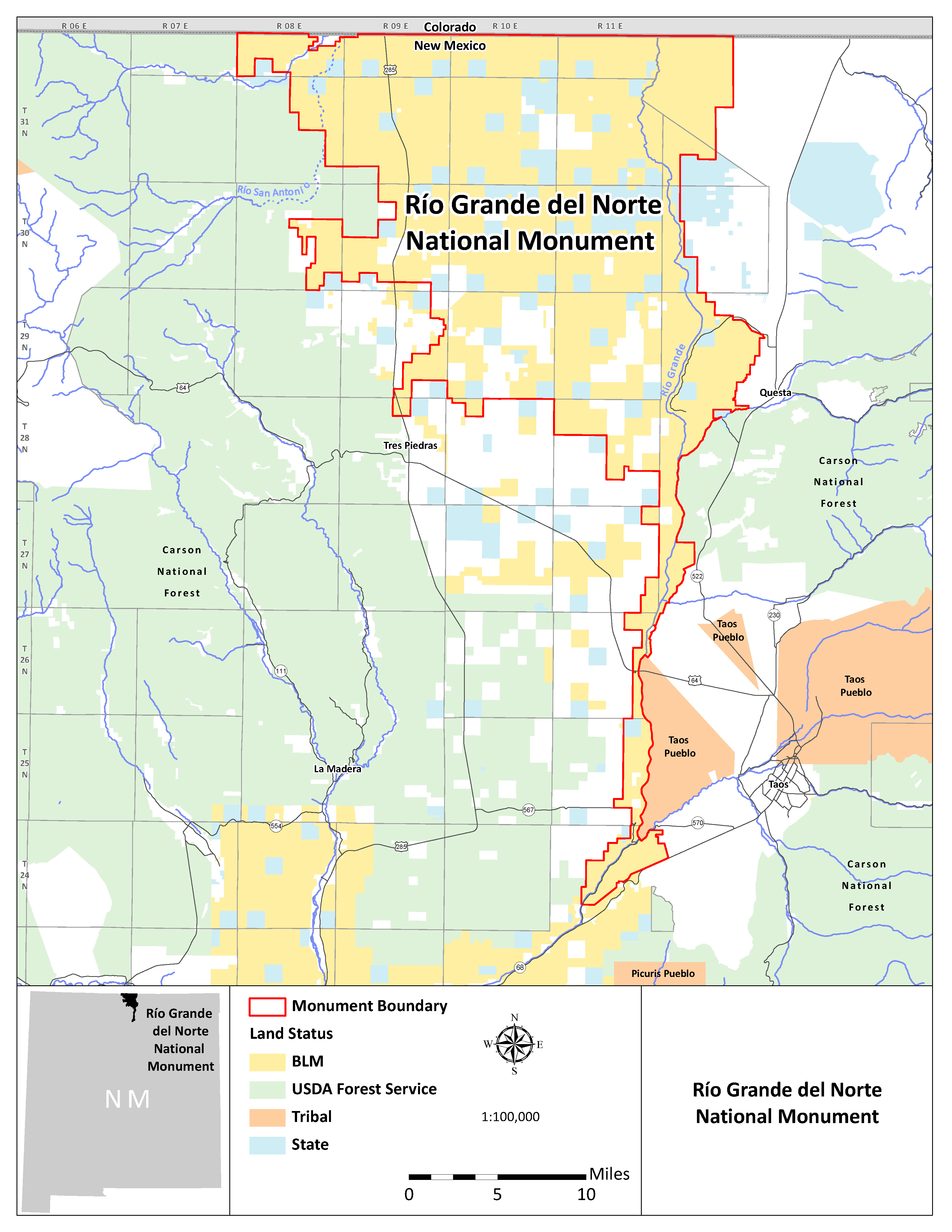